# Lappeen Suomensalo
Lappeen Suomensalo är en ö i Finland. Den ligger i sjön Saimen och i kommunen Villmanstrand i den ekonomiska regionen  Villmanstrands ekonomiska region  och landskapet Södra Karelen, i den södra delen av landet, 210 km nordost om huvudstaden Helsingfors. Öns area är 60,7 hektar och dess största längd är 1,2 kilometer i öst-västlig riktning.